# Srboljub Krivokuća
Srboljub Krivokuća (ur. 14 marca 1928 w Ivanjicy, zm. 22 grudnia 2002 w Belgradzie) – jugosłowiański piłkarz grający podczas kariery zawodniczej na pozycji bramkarza, reprezentant Jugosławii. Uczestnik mistrzostw świata 1958 i mistrzostw świata 1962.
Występował w klubach: Javor Ivanjica, Budućnost Titograd, Crvena zvezda Belgrad, FK Vojvodina, OFK Beograd, Wormatia Worms i Radnički Kragujevac.
W reprezentacji zadebiutował 29 kwietnia 1956 w meczu z Węgrami, który został rozegrany w Budapeszcie (2:2).